# Kabongo Kasongo
Kabongo Kasongo (sinh ngày 8 tháng 7 năm 1994) là một cầu thủ bóng đá người Congo thi đấu ở vị trí tiền đạo cho Zamalek.
Ngày 13 tháng 6 năm 2017, anh chuyển từ Al Ittihad đến Zamalek với mức phí $830.000.
Vào tháng 7 năm 2016, Kasongo có khoảng thời gian thử việc ngắn tại Saint-Étienne, nhưng họ không thể đưa anh bản hợp đồng và Visa ở Pháp của anh hết hạn, buộc anh gia nhập Al Ittihad một tháng sau.

## Danh hiệu

### Zamalek SC
- Cúp bóng đá Ai Cập (1): 2017–18

### Bàn thắng quốc tế
Bàn thắng và kết quả của CHDC Congo được để trước.
| #  | Ngày                 | Địa điểm                                                 | Đối thủ        | Bàn thắng | Kết quả | Giải đấu           |
| -- | -------------------- | -------------------------------------------------------- | -------------- | --------- | ------- | ------------------ |
| 1. | 18 tháng 11 năm 2018 | Sân vận động Alphonse Massemba-Débat, Brazzaville, Congo | Cộng hòa Congo | 1–0       | 1–1     | Vòng loại CAN 2019 |